# Mark Turner
Mark Turner (1954) é um linguista e cientista da cognição estadunidense. Professor do Instituto de Ciência Cognitiva da Case Western Reserve University, ganhou o Prêmio de Pesquisa Anneliese Maier da Fundação Alexander von Humboldt (2015) e o Prix du Rayonnement de la langue et de la littérature françaises da Academia Francesa (1996) por seu trabalho nessa área. Ao lado de Gilles Fauconnier, fundou a teoria da mistura conceitual, apresentada em livros didáticos e enciclopédias. Turner também é diretor da Cognitive Science Network (CSN) e codiretor do Distributed Little Red Hen Lab.